# Анна Овернская (графиня де Форе)
Анна Овернская (фр. Anne d'Auvergne; 1358 — 22 сентября 1417, замок Клеппе, Форе) — супруга Людовика II, герцога де Бурбона, дама де Меркер, графиня де Форе с 1372, дофина Оверни с 1400, дочь Беро II Великого, дофина Оверни, и Жанны де Форе, дочери графа Гига VII. 

## Биография
4 июля 1368 года Анна в десятилетнем возрасте была помолвлена со своим двоюродным братом Людовиком II, герцогом де Бурбон. Из-за близкого родства для заключения брака потребовалось разрешение папы римского, которое было получено 15 сентября 1370 года.
15 мая 1372 года умер Жан II, граф де Форе, не оставивший прямых наследников. Его наследницей стала Анна, мать которой, Жанна де Форе (ум. 1369), приходилась родной сестрой умершему графу. На графство претендовала её бабка Жанна де Клермон (1312—1382), вдова графа Гига VII. Но в 1376 году она отказалась от своих притязаний в пользу внучки.
После смерти отца в 1400 году Анна получила также титул «дофина Оверни».

## Брак и дети
Муж: с 19 августа 1371 года Людовик II Добрый (1337—1410), 3-й герцог де Бурбон с 1356, граф де Клермон-ан-Бовези 1356—1404, граф де Форе и сеньор де Меркер с 1372 (по браку). Дети:
- Екатерина (1378 — в млад.)
- Жан I (1381—1434), 4-й герцог де Бурбон с 1410, граф де Форе с 1417
- Изабелла (1384 — после 1451), монахиня в Пуасси, в 1400 году была помолвлена с Эриком Померанским, королём Норвегии, Дании и Швеции
- Людовик (1388—1404), сеньор де Божё